# Franz Weidert
Franz Ludwig Friedrich Weidert (* 19. November 1878 in Hanau; † 22. Juli 1954 in Madrid) war ein deutscher Optiker.

## Leben
Franz Weidert studierte Physik an der Technischen Hochschule Darmstadt und der Technischen Hochschule Berlin-Charlottenburg. In Darmstadt wurde er Mitglied des Corps Chattia. Mit einer bei Leo Grunmach in Charlottenburg angefertigten Arbeit wurde er 1905 an der Universität Rostock zum Dr. Phil promoviert. Nach einer Assistententätigkeit am Physikalischen Institut der Technischen Hochschule Berlin wechselte er 1908 als wissenschaftlicher Mitarbeiter zur Optischen Anstalt C. P. Goerz AG. 1910 wurde er dort zum Vorstandsmitglied berufen. 1920 wurde er Privatdozent, 1923 nichtbeamteter außerordentlicher Professor und 1939 außerordentlicher Professor für Optik an der Technischen Hochschule Berlin. Seit 1926 lehrte er am Optischen Institut der TH Berlin, das von ihm begründet worden war. Von 1950 bis kurz vor seinem Tod lehrte er an der Universität Madrid.
Weidert entwickelte die Neophan-Gläser. Seit 1918 gehörte er dem Kuratorium der Physikalisch-technischen Reichsanstalt an. Seit 1926 war er Wissenschaftliches Mitglied des Kaiser-Wilhelm-Instituts für Silikatforschung und von 1931 bis 1948 Auswärtiges Wissenschaftliches Mitglied der Kaiser-Wilhelm-Gesellschaft.

## Auszeichnungen
- Goldener Ehrenring des Deutschen Museums

## Schriften
- Über den Einfluss der Belichtung auf die thermo-elektrische Kraft des Selens, 1905
- Entwicklung und Konstruktion der Unterseeboots-Sehrohre, 1914
- Die totale Sonnenfinsternis vom 21. August 1914 beobachtet in Sandnessjöen auf Alsten (Norwegen), 1916 (zusammen mit Adolf Miethe und Bruno Seegert)
- Theorie des Richtglases und Vergleichung der typischsten Formen, 1920
- Herstellung und Eigenschaften des optischen Glases, 1921